# Мадяризація
Мадяризація (угор. magyarosítás [ˈmɒɟɒroʃiːtaːʃ]; від угор. magyar «угорець», «угорська мова») — насильне переведення на угорську мову і насаджування «угорської культури» неугорським народам. 
Термін «мадяризація» набув найбільшої популярності в історіографії стосовно періоду 1867–1918, коли угорська верхівка під приводом самоврядування розгорнула цілеспрямовану, амбітну та досить агресивну політику з асиміляції неугорських народів на землях Угорського королівства. Найвідомішим об'єктом цієї політики були хорвати, з якими 1868 року Будапешт був вимушений укласти угорсько-хорватську угоду про розподіл владних повноважень у Транслейтанії, але попри яку протягом другої половини XIX століття намагався продовжувати в Хорватії політику мадяризації; також об'єктами були словаки, трансільванські сакси, румуни, євреї, карпатські русини (українці), цигани, серби, з якими ніяких угод не укладали і ситуація яких була набагато гіршою порівняно з хорватами. 
Політика мадяризації мала тимчасовий успіх, переважно в міській місцевості, але викликала масове невдоволення підкорених народів. Після розпаду Австро-Угорщини (і, зокрема, Угорського королівства — згідно з Тріанонським договором) на низку незалежних держав, угорські меншини в деяких з них стали об'єктом зворотної дискримінації.

## Угорська мова в Австрійській імперії
До кінця XVIII століття офіційною мовою діловодства, богослужіння та освіти у католицькій Угорщині була латина. При цьому на основі народної латини пізньої античності в підвладній Угорщині Трансільванії сформувалася румунська мова. І все ж, омертвіння класичної латині поступово призводить до поширення «живої» німецької мови, що стає мовою торгівлі та міських регістрів. Угорська шляхта, крім латини, досить добре володіла французькою та німецькою мовами, тоді як мадярськими говірками розмовляли селяни і слуги. 

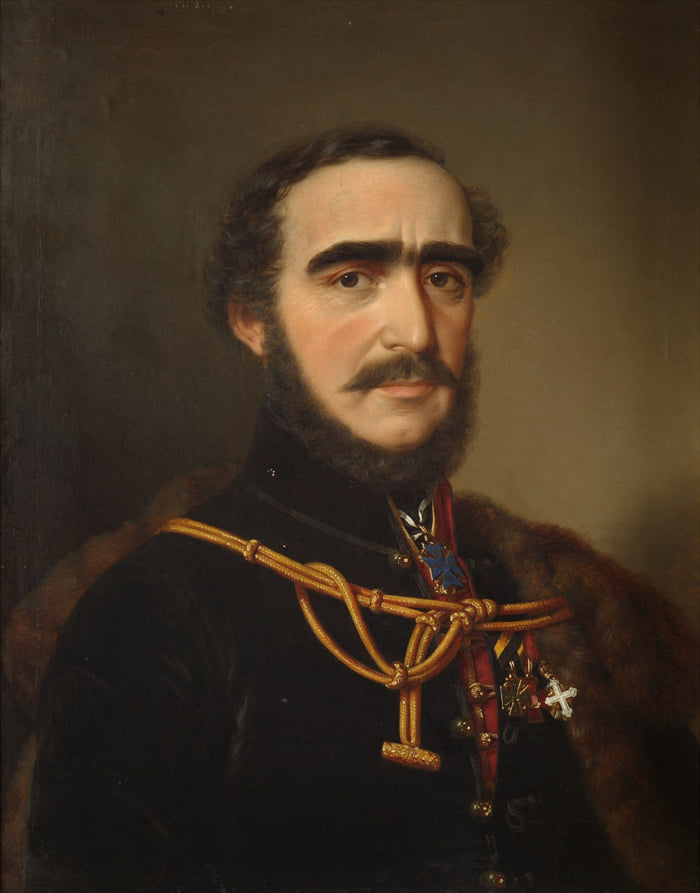
Іштван Сечені

У травні 1774 року імператор Йосиф II офіційно замінив латину німецькою, що стала офіційною мовою Австрійської імперії. Переконаний в тому, що країною можна керувати тільки за допомогою єдиної живої мови, імператор відправляв всіх чиновників на три роки вчити німецьку мову. Цей указ підштовхнув багатьох угорців до відродження мови своїх предків. У 1791 році Йоганн-Ґотфрід Гердер, в четвертому томі своїх «Ідей до філософії історії людства» пророкував, що угорці зникнуть разом зі своєю мовою в морі слов'ян та німців. Вже через два роки, в першому томі «Листів про заохочення гуманності» (Рига, 1793), він схвально відгукнувся про боротьбу угорців за збереження своєї національної мови.
У 1792 році угорська мова стала обов'язковою для викладання в усіх школах країни, за винятком Хорватії. У 1805 році в нижній палаті парламенту Королівства Угорщини було надано дозвіл вести дебати як угорською, так і латиною. На прохання, подані угорською мовою, королівським чиновникам наказано відповідати цією ж мовою. Мова стала стрижнем угорської самосвідомості.
Своєрідний символічний поворот у відродженні мови стався в жовтні 1825 року, коли Іштван Сечені (1791-1860) звернувся до верхньої палати парламенту угорською мовою, яку угорські магнати раніше вважали мовою селян. Через місяць цей реформатор запропонував внести суму в розмірі річного прибутку від свого маєтку, щоб допомогти заснувати Угорську академію наук, і необхідна сума була зібрана. Слідом за Сечені великий внесок у справу мадяризації вніс журналіст Лайош Кошут, який вважав, що повсюдне поширення угорської мови  — найефективніша зброя у боротьбі проти тиранії німецького Відня та постійного суперництва з більш численними слов'янами. 
Між 1832 та 1844 роками угорська мова в Угорщині стала офіційною у всіх сферах життя. Так, у 1836 році угорська стала обов'язковою в судочинстві, у 1840 році урядовців зобов'язали спілкуватися один з одним угорською, в 1844 році угорська мова стала обов'язковою в парламенті та в усіх установах країни. Починаючи з цього року всі закони стали публікуватися угорською. Угорська стає мовою викладання в школах Королівства Угорщина, за винятком Хорватії, Словенії та німецьких колоній в Трансільванії.
Активну мадяризацію провадив кабінет Кальмана Тиса (1875–1890), який вважав що, «мадяри здобули цю державу для мадярів, а не для інших. Тому зверхність і гегемонія мадярів сповна виправдані». У ролі міністра внутрішніх справ він закрив три словацькі гімназії, звинувативши їхніх керівників у проповідуванні панславізму. Така ж доля спіткала і єдину на Закарпатті, у м. Ужгород, учительську семінарію, в якій до 1879 року навчання здійснювалося українською мовою. Поглинання інших національностей стало головним завданням внутрішньої політики уряду Тісо протягом 1880–1890 років. Законом від 1879 року угорська мова вводилася як обов'язковий предмет у програми всіх народних шкіл, гімназій. Тоді ж було скасовано «рутенську» мову як обов'язкову в народних школах, гімназіях та греко-католицьких школах Закарпаття.
Шкільний закон 1890 року запроваджував нову систему організації освіти, а саме: народна школа поділялася на елементарну, вищу народну, міську. Елементарні народні школи могли бути церковними, державними та приватними. Між церковними та державними школами істотної різниці не було: вони утримувалися за рахунок «шкільного податку», який сплачувало місцеве населення. Вищих народних, міських та середніх шкіл з русинською мовою навчання на Закарпатті взагалі не існувало. Такі школи могли бути, й були, лише державними, і тільки з угорською мовою навчання, оскільки у законі було записано: «В сільській, церковній чи іншій публічній народній школі на посади вчителя, помічника чи тимчасового вчителя можуть прийматися лише особи, що здатні навчати угорської мови». Кваліфікаційні дипломи про закінчення школи можна було отримати лише в тому випадку, якщо той, хто складав іспити, в достатній мірі володів угорською мовою.

## Угорські греко-католики
В Угорщині, згідно з переписом 2001 року, мешкають 268 935 греко-католиків. Майже всі вони, за винятком кілька тисяч українців та румун, вважаються «етнічними угорцями». З 1771 до 1912 року греко-католики всіх національностей окормлялися у Мукачівської єпархії, переважну їх більшість складали українці-русини, богослужіння велося старослов'янською мовою. Проте вже 1795 року, у приватний спосіб, було видано повний переклад літургії Івана Золотоустого угорською мовою.
У 1863 році угорський уряд повів пропаганду за впровадження мадярської мови до літургії, що мала служити як один із засобів мадяризації.
Вже у 1868 році Гайдудорозі група мадяронів зібралася на нараду і написала листа до Мукачівського єпископа з проханням дозволити відправляти богослужіння угорською мовою. Але ні владика Василь Попович, ні Апостольська столиця, куди він передав прохання, цього не дозволили. У 1866 році Рим «суворо заборонив» мадяризацію богослужінь. 
Проте вже у 1873 році за, підтримки світської угорської влади, був заснований мадярський Гайдудорозький вікаріат із 33 парафій, в яких неофіційно відправляли угорською. У 1896 році Рим знову офіційно заборонив мадярські богослужбові книги. Ситуація почала дещо змінюватись після масового паломництва угорських греко-католиків до Рима в 1900 році. Надія зажевріла, проте Рим формально й далі заборони не скасовував, а українці, які жили на території вікаріату, протестували проти заміни церковнослов'янської угорською. Угорська мова була запроваджена в богослужбу без схвалення Риму.
Все ж Гайдудорозька єпархія була створена 1912 року Францом Йосифом І під тиском угорського уряду і затверджена Пієм X. До складу її входило 162 парафії (з них 8 вилучених із пряшівської, 70 з мукачівської, 83 з румунської єпархії). Вірні Гайдудорозької єпархії — угорці східного обряду, переважно нащадки мадяризованих русинів-українців, які компактними островами і в діаспорі жили в північно-східній частині Угорщини, продовжуючи закарпатські українські поселення в Паннонській низовині. Канонізуючи Гайдудорозьку єпархію, Пій Х затвердив для нової єпархії старогрецьку мову як літургічну з паралельним вживанням угорської. Однак угорці запровадили тільки угорську мову.
У 1918 році в результаті створення Чехословаччини і зміни кордонів, із 168 парафій Гайдудорозької єпархії в межах Угорщини лишились тільки 90, більшість румунських парохій опинилася в Румунії. В той же час до Угорщини відійшли 21 парафія Пряшівської єпархії і одна — Мукачівської. 1924 року ці єпархії були об'єднані в Екзархат Мішкольц, який також розглядався як частина Угорської греко-католицької церкви.
1930 року в Угорщині мешкало 201 000 (2,3% населення) греко-католиків, переважно у Гайдудорозькій єпархії і частково в апостольській адміністратурі у Мішкольці. Майже усі вони вже тоді були записані угорцями та перейшли на угорську мову.
У 1905 році угорський парламент ухвалив законопроєкт, за яким усіх учителів церковних шкіл слід було вважати державними урядовцями, зважаючи на те, що держслужбовці мали спілкуватися угорською, це робило їх інструментом мадяризації. Також було запроваджено заборону використовувати кирилицю для написання церковних книг. Про успіхи мадяризації свідчили дані статистики, за якою у шести українських комітатах в 1910 році з 508 греко-католицьких священників українцями-русинами себе називали тільки 72, а з 831 вчителів народних шкіл — всього 97.
| Рік  | Населення Угорського королівства | Відсоток угорців, від загальної кількості населення Угорського королівства |
| ---- | -------------------------------- | -------------------------------------------------------------------------- |
| 900  | бл. 800,000                      | 55-71%                                                                     |
| 1222 | бл. 2,000,000                    | 70-80%                                                                     |
| 1370 | 2,500,000                        | 60-70% (включно з Хорватією)                                               |
| 1490 | бл. 3,500,000                    | 80%                                                                        |
| 1699 | бл. 3,500,000                    | 50-55%                                                                     |
| 1711 | 3,000,000                        | 53%                                                                        |
| 1790 | 8,525,480                        | 37.7%                                                                      |
| 1828 | 11,495,536                       | 40-45%                                                                     |
| 1846 | 12,033,399                       | 40–45%                                                                     |
| 1850 | 11,600,000                       | 41.4%                                                                      |
| 1880 | 13,749,603                       | 46%                                                                        |
| 1900 | 16,838,255                       | 51.4%                                                                      |
| 1910 | 18,264,533                       | 54.5% (включно з 5% євреїв)                                                |

## Методи мадяризації
Перший угорський уряд (1867–1871), після австро-угорського компромісу 1867 року, на чолі з графом Дюлою Андраші, при підтримці Ференца Деака та його послідовників, прийняв Закон про національність 1868 року, який оголосив усіх громадян Угорщини рівними у правах та однією угорською нацією, членом якої є кожен громадянин країни, незалежно від його походження. Закон про освіту, прийнятий того ж року, поділяв цю точку зору, і мадяри були «primus inter pares» («перший серед рівних»). У цей час етнічні меншини, де-юре, мали велику культурну та мовну автономію, включаючи освіту, релігію та місцеве самоврядування.
Проте під час Першої світової війни, коли набули чинності воєнні закони, мадяризація почала вестись шаленими методами. Так у 1914 році вивчення української мови в церковних народних школах було обмежене лише трьома роками, а у державних школах, яких була абсолютна більшість, вона навіть не вивчалася. Рішенням Міністерства шкільництва 1916 року кирилицю було заборонено навіть у такій науці як історія релігії.
У хід були пущені й багато інших засобів. 
Поступово підтримка та поширення угорської мови стали основою угорської внутрішньої політики. Національна приналежність відійшла на другий план. Національність визначалася на основі рідної мови, що дозволяло зараховувати до угорців багатьох угорськомовних людей різних культур й навіть віросповідань. На відміну від Цислейтанії, де німецька самосвідомість, німецьке походження та німецька мова розглядалися як триєдина модель з трьома обов'язковими компонентами, угорський уряд виявив велику гнучкість. Для заохочення мадяризації були зняті заборони на міжнаціональні шлюби, в тому числі з євреями. Багато угорськомовні євреї отримали можливість широкого кар'єрного росту. Діти у більшості змішаних сімей, в тому числі й в тих, де обоє батьків були не угорцями, відвідували угорські школи та засвоювали угорську мову. При цьому будь-який опір мадяризації жорстоко придушувалися поліцією та іншими адміністративними органами.
Найбільшої мадяризації піддалися дисперсно розселені, але досить численні євреї, які масово перейшли з їдишу на угорську. Швидко асимілювалися багато трансильванських саксів та більшість циган в Угорщині. Словацька та румунська шляхта мадяризувалася ще у XI-XIII століттях. Практично повального характеру мадяризація набула в містах, особливо у великих.

### Мадяризація особистих імен та прізвищ
Угорська влада постійно чинить тиск на усіх не угорців, щоб вони мадяризували свої імена та прізвища. У 1881 році в Будапешті було засновано «Центральне товариство мадяризації імен» (угор. Központi Névmagyarositó Társaság), для надання консультацій та рекомендацій тим, хто хотів мадяризувати свої імена та прізвища. Було розпочато рекламну кампанію у газетах, розіслано циркулярні листи. Також було знижено плату за зміну імені та прізвища. Після цих заходів у 1881 та 1882 роках зміни прізвища сягнули піку (1261 та 1065 осіб змінили), та продовжувались у наступні роки, з показником 750–850 змін прізвищ у рік. Статистика свідчить, що лише у період з 1881 по 1905 роки були мадяризовані 42 477 прізвищ. Така «добровільна» мадяризація німецьких, румунських та слов'янозвучних прізвищ залишалася типовим явищем в Угорщині протягом усього XX століття.

### Міграція
Важливим інструментом мадяризації стала міграція. Угорський уряд систематично заохочував еміграцію найменш асимільованих слов'ян та румунів з сільських регіонів країни в США, Канаду, Аргентину та Бразилію, через підвладні Австро-Угорщини хорватські порти на Адріатиці. Для цього в прискореному порядку їм видавалися паспорти, а з американськими судноплавними компаніями були підписані взаємовигідні контракти. Так, американські компанії отримували дешеву робочу силу, а Угорщина «позбавлялася» від неблагонадійних меншин. При цьому етнічним угорцям закордонні паспорти або взагалі не видавалися, або цей процес навмисне гальмувався угорської бюрократією. Так, угорці становили 54,5% населення Транслейтанії у 1910 році, проте серед них було лише 26,2% емігрантів у період між 1901 та 1913 роках, в той час як серед не угорців цей показник становив 46,5%. Паралельно йшов процес розселення угорців з центру країни по всьому периметру угорської держави, особливо на околиці: у Трансільванію, Воєводину, Словаччину, Закарпаття, а не угорців заохочували до переселення в центр Угорщини, де на них очікувала асиміляція.